# Ca l'Amadeu
Ca l'Amadeu és una fàbrica en desús de Vilassar de Dalt (Maresme) protegida com a bé cultural d'interès local.

## Descripció
L'edifici, d'estil funcional i estètica marcadament racionalista, que es compon per un primer cos de planta baixa i pis superior corbat en línia de façana amb un cos allargat i reculat a la planta baixa. Cal destacar el voladís del primer volum, la caixa d'escala que arriba fins al terrat, la barana metàl·lica i el tractament de les obertures. L'interior ha estat modificat amb posterioritat.

## Història
Construcció edificada entre el 1934 i el 1935, per iniciativa de la família Samaranch. Va ser una fàbrica especialitzada en telers de jacquard de gran amplada destinades a l'elaboració de vànoves. La fàbrica havia estat coneguda pel nom del seu director, Amadeu Guinau. L'any 1968 es va ensorrar la nau que albergaba la prepació tèxtil. Posteriorment la fàbrica va tancar.